# Băneasa (okręg Teleorman)
Băneasa – wieś w Rumunii, w okręgu Teleorman, w gminie Salcia. W 2011 roku liczyła 900 mieszkańców.